# Peppino di Capri in concerto
Peppino di Capri in concerto è il primo album dal vivo di Peppino di Capri.

## Descrizione
Il disco è stato registrato il 4 gennaio 1987 al Royal Albert Hall.
19 canzoni sono state registrate dal vivo. Il disco contiene il pezzo del festival di Sanremo 1988 Nun Chiagnere uscito in singolo.
La miscelazione è stata effettuata allo studio Splash di Napoli nel gennaio del 1988.
Il disco è uscito in doppio LP nel 1988. E stato ristampato nel 1995 in CD con due copertine differenti: l’originale (fondo bianco con nome dell’artista scritto in blu e bianco), e con una foto primo piano del cantante vestito di una camicia rossa.
Nel libretto del CD, Peppino di Capri rimpiange di non avere potuto inserire nel concerto tre canzoni: Nun e peccato, E sera e Frenesia.

## Tracce
1. Il sognatore – 4:07 (testo: Depsa – musica: Giuseppe Faiella, Depsa, Toto Cutugno)
2. Malatia – 2:53 (testo: Armando Romeo – musica: Armando Romeo)
3. Piano piano, dolce dolce – 2:58 (testo: Franco Migliacci – musica: Claudio Mattone)
4. Luna Caprese – 4:07 (testo: Augusto Cesareo – musica: Luigi Ricciardi)
5. Reginella – 3:31 (testo: Libero Bovio – musica: Gaetano Lama)
6. Nessuno al mondo – 3:48 (testo: Mauro Gioia e Nino Rastelli – musica: Jimmy Nebb)
7. Munasterio 'e Santa Chiara – 2:31 (testo: Michele Galdieri – musica: Alberto Barberis)
8. Don’t play that song – 2:29 (testo: Nuggetre – musica: Nuggetre)
9. Voce 'e notte – 4:57 (testo: Edoardo Nicolardi – musica: Ernesto De Curtis)
10. E mo' e mo' – 3:41 (testo: Giuseppe Faiella, Depsa – musica: Franco Fasano, Depsa)
11. Santa Lucia luntana – 2:38 (testo: E.A. Mario – musica: E.A. Mario)
12. Amare di meno – 3:11 (testo: Paolo Limiti – musica: Umberto Balsamo)
13. Let’s twist again – 2:42 (testo: Dave Appel e Xal Mann – musica: Dave Appel e Xal Mann)
14. Il musicista – 5:15 (testo: Depsa e Mimmo di Francia – musica: Depsa)
15. Roberta – 3:35 (testo: Paolo Lepore – musica: Luigi Naddeo)
16. Un grande amore e niente più – 3:34 (testo: Franco Califano – musica: Ernest John Wright e Giuseppe Faiella)
17. I' te vurria vasà – 3:45 (testo: Vincenzo Russo – musica: Eduardo di Capua e Alfredo Mazzucchi)
18. Saint Tropez twist – 2:35 (testo: Mario Cenci e Giuseppe Faiella – musica: Mario Cenci e Giuseppe Faiella)
19. Champagne – 4:10 (testo: Depsa – musica: Sergio Iodice e Mimmo Di Francia)
20. Nun Chiagnere – 4:07 (testo: Lorenzo Raggi e Depsa – musica: Franco Fasano)

## Formazione
- Peppino di Capri: voce, arrangiamenti; programmazione, tastiere e suoni
- Pino Amenta, Aldo Mercurio : basso
- Piero Braggi: chitarre
- Luciano Gargiulo: batteria
- Giancarlo Maurino: sax e flauto
- Giorgio Costantini: tastiere
- Monica Sarnelli, Mita Acunzo, Antonella Bianchi: cori
- Massimo Aluzzi: consolle
- Carmine De Mattia: effetti
- Peppe Vesicchio, Adriano Pennino : arrangiamenti; tastieri e suoni
- Giorgio Verdelli: consulenza alle riprese